# エルギュン・ペンベ
エルギュン・ペンベ（Ergün Penbe、1972年5月17日 - ）は、トルコの元サッカー選手。元トルコ代表。ポジションはディフェンダー。

## 来歴
1994年にトルコ代表デビュー。2000年から多くの試合に出場するようになり、2002 FIFAワールドカップにも5試合に出場、3位となった。FIFAコンフェデレーションズカップ2003でも全5試合に出場、3位となった。2006年までに通算49試合に出場した。

## 代表歴

### 出場大会
- トルコ代表
  - 2002 FIFAワールドカップ

### 試合数
- 国際Aマッチ 49試合 0得点（1994年-2006年）[1]

| トルコ代表 | 国際Aマッチ | 国際Aマッチ |
| 年         | 出場        | 得点        |
| ---------- | ----------- | ----------- |
| 1994       | 1           | 0           |
| 1995       | 0           | 0           |
| 1996       | 0           | 0           |
| 1997       | 2           | 0           |
| 1998       | 0           | 0           |
| 1999       | 1           | 0           |
| 2000       | 7           | 0           |
| 2001       | 7           | 0           |
| 2002       | 12          | 0           |
| 2003       | 15          | 0           |
| 2004       | 0           | 0           |
| 2005       | 3           | 0           |
| 2006       | 1           | 0           |
| 通算       | 49          | 0           |